# Notocymatodera dimidiata
Notocymatodera dimidiata is een keversoort uit de familie mierkevers (Cleridae). De wetenschappelijke naam van de soort is voor het eerst geldig gepubliceerd in 1855 door Germain.